# Hispidoberyx ambagiosus
Famille
Genre
Espèce
Statut de conservation UICN

 LC  : Préoccupation mineure
Hispidoberyx ambagiosus est une espèce de poissons abyssaux, la seule du genre Hispidoberyx lui-même unique représentant de la famille des Hispidoberycidae dans l'ordre des Beryciformes (anciennement dans celui des Stephanoberyciformes).

## Description
Une description de cette espèce a été faite en 2023 à partir de spécimens des mers autour de Taiwan.
Poisson de taille modérée, atteignant jusqu’à 181 mm de longueur standard. Son corps est couvert d'écailles adhérentes hérissées de petites épines recourbées vers l’arrière, y compris sur l’opercule et les joues, mais dépourvu d'écailles sur la région gulaire et l'isthme. La ligne latérale est unique, incurvée à l’avant et presque droite à l’arrière, terminant avant la base de la nageoire caudale.
Les nageoires sont courtes et fragiles, avec des rayons munis de petites épines latérales, sauf sur certains rayons caudaux et les premières épines des nageoires dorsale et anale. Les nageoires pectorales et pelviennes sont situées en position basse et leurs extrémités restent bien en avant de l'origine de la nageoire anale. La nageoire caudale est modérément petite et légèrement fourchue.
L’espèce est dépourvue d’organes lumineux, de vessie natatoire et de scutelles abdominales. Les otolithes sont triangulaires, épais et présentent une surface lisse, avec un sillon central non subdivisé.
Coloration : À l’état frais, le corps est uniformément rosé à rougeâtre, tandis qu’à l’état conservé, il devient pâle avec des pigments noirs dispersés sur certaines membranes internes.
Ce poisson est une espèce des grands fonds, dont les spécimens adultes atteignent la maturité à environ 162 mm de longueur standard.

## Répartition
Hispidoberyx ambagiosus a été initialement décrit dans l'océan Indien oriental et a ensuite été signalé dans la mer de Chine méridionale. Les spécimens étudiés à Taiwan représentent l’occurrence la plus septentrionale connue de cette espèce, suggérant une distribution large, mais relativement limitée, dans le Pacifique occidental et l’océan Indien oriental. Son amplitude bathymétrique connue est de 560 à 1019 m. Avec les nouvelles informations présentées, l’aire de répartition géographique de cette espèce s’étend désormais dans l'Océan Indien oriental et le Pacifique occidental : au large de Sumatra et de Java (Indonésie), ainsi que dans la mer de Chine méridionale jusqu’au nord de Taïwan.
Ce taxon se rencontre dans les pays suivants : Taiwan, Chine, Indonésie, Viêt Nam.

## Systématique
Le nom valide complet (avec auteur) de ce taxon est Hispidoberyx ambagiosus Kotlyar, 1981.

### Position phylogénétique
Hispidoberyx ambagiosus appartient à un clade regroupant Barbourisiidae, Cetomimidae, Gibberichthyidae, Rondeletiidae et Stephanoberycidae, soutenu par plusieurs synapomorphies. Elle est plus étroitement liée aux familles Gibberichthyidae, Rondeletiidae et Stephanoberycidae, partageant des caractères spécifiques comme l'organe de Tominaga. Bien que l'espèce présente des caractères dérivés, ceux-ci sont principalement partagés avec d'autres Stephanoberycoidea et ne la rendent pas exceptionnellement distincte. Plusieurs traits diagnostiques, comme la présence de dents vomériennes et palatines ou d'épines sur les nageoires, sont considérés primitifs. Il en ressort que, H. ambagiosus est une espèce morphologiquement peu évoluée, reflétant des traits ancestraux du groupe Stephanoberycoidea.

## Étymologie
Le nom du genre provient de hispidus, signifiant « hérissé » ou « rugueux », en référence aux épines verticales saillantes couvrant l’ensemble du corps, la crête des os céphaliques et les rayons des nageoires ; et de beryx, un poisson de l’ordre des beryciformes. Le nom de l’espèce dérive de enigmaticus, signifiant « énigmatique » ou « ambigu », en référence à sa position incertaine au sein de l’ordre.

## Publication originale
- Kotlyar, A.N. (1981). A new family, genus and species of Beryciformes, Hispidoberycidae fam. n. Hispidoberyx ambagiosus gen. et. sp. n. (Beryciformes). Vopr. Ikhtiol. 21(3):411-416[8].